# Katedra Najświętszego Serca Jezusa w Jinan
Katedra Najświętszego Serca Jezusa w Jinan (chiń. 洪家楼耶稣圣心主教座堂; pinyin Hóngjiālóu Yēsū Shèngxīn Zhŭjiào Zuòtáng) – katedra katolicka znajdująca się w mieście Jinan w prowincji Shandong we wschodnich Chinach. Obecnie katedra archidiecezji Jinan.

## Historia
Świątynia została zbudowana w latach 1901–1905 przez misjonarzy franciszkańskich, z funduszy pochodzących z kontrybucji nałożonej na Chiny przez mocarstwa kolonialne po upadku powstania bokserów.
Do lat 50. przy katedrze działały prowadzone przez franciszkanów instytucje, takie jak dom zakonny, szpital i szkoła. Po utworzeniu Chińskiej Republiki Ludowej świątynia została przejęta przez Patriotyczne Stowarzyszenie Katolików Chińskich, a misjonarze wydaleni z Chin. Po rozpoczęciu w 1966 roku rewolucji kulturalnej kościół został zdewastowany i zamknięty, a w jego wnętrzu urządzono magazyn dla fabryki farb. W 1982 roku rozpoczęto renowację świątyni celem ponownego zaadaptowania jej do celów sakralnych, a od 1985 roku katedra ponownie użytkowana jest przez wspólnotę katolicką.
W 1992 roku świątynia została uznana za zabytek.

## Architektura
Wzniesiona na planie krzyża łacińskiego budowla zajmuje powierzchnię 2600 m² i może pomieścić ponad 800 wiernych. Zorientowana jest wzdłuż osi wschód-zachód. Jej architektura nawiązuje do średniowiecznego gotyku europejskiego. Fasadę wieńczą dwie wieże wysokie na 60 m, zwieńczone 3-metrowymi krzyżami. Dwie mniejsze wieże znajdują się również przy krańcach transeptu.

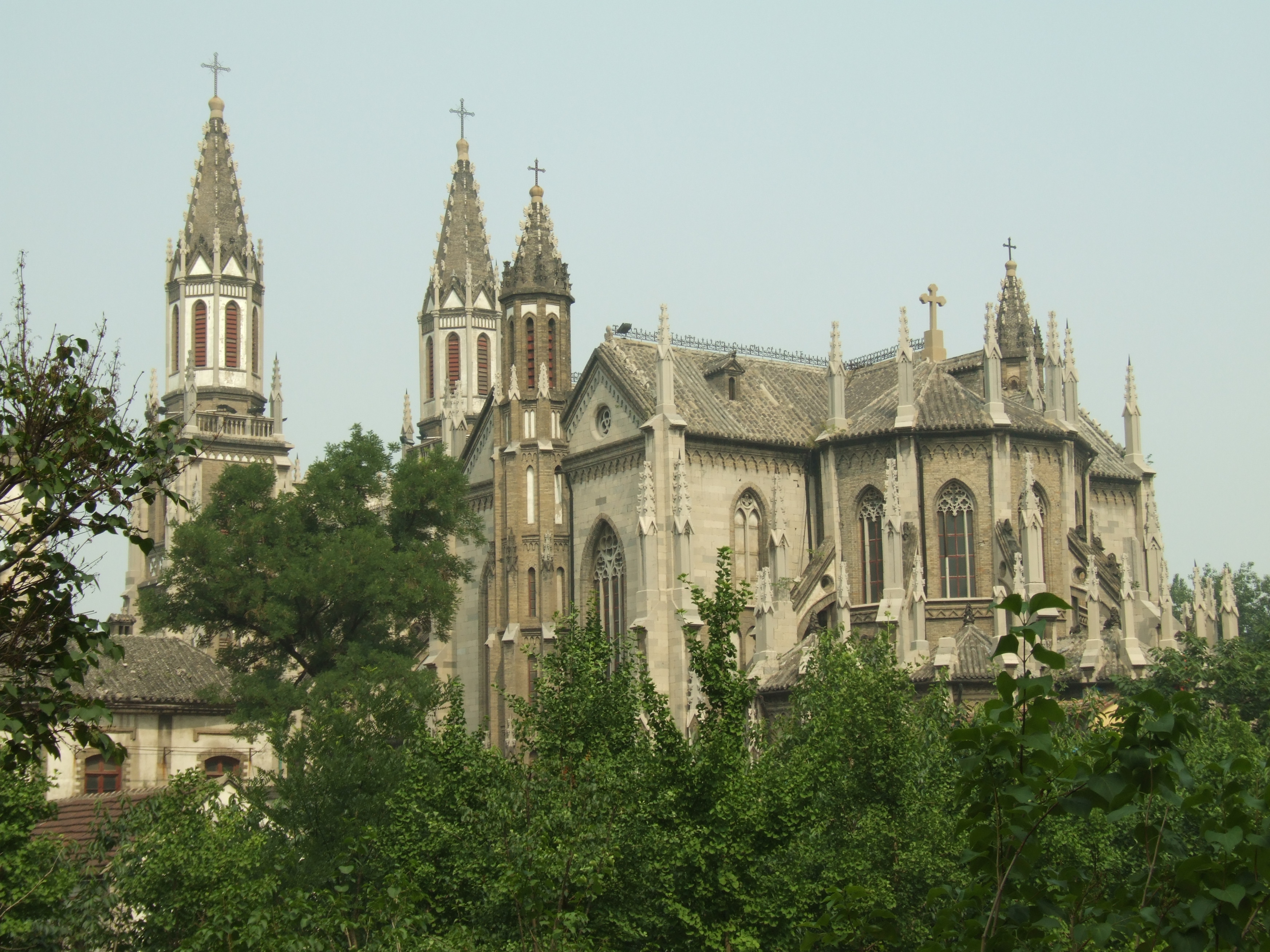
Widok na katedrę z kampusu Uniwersytetu Szantuńskiego
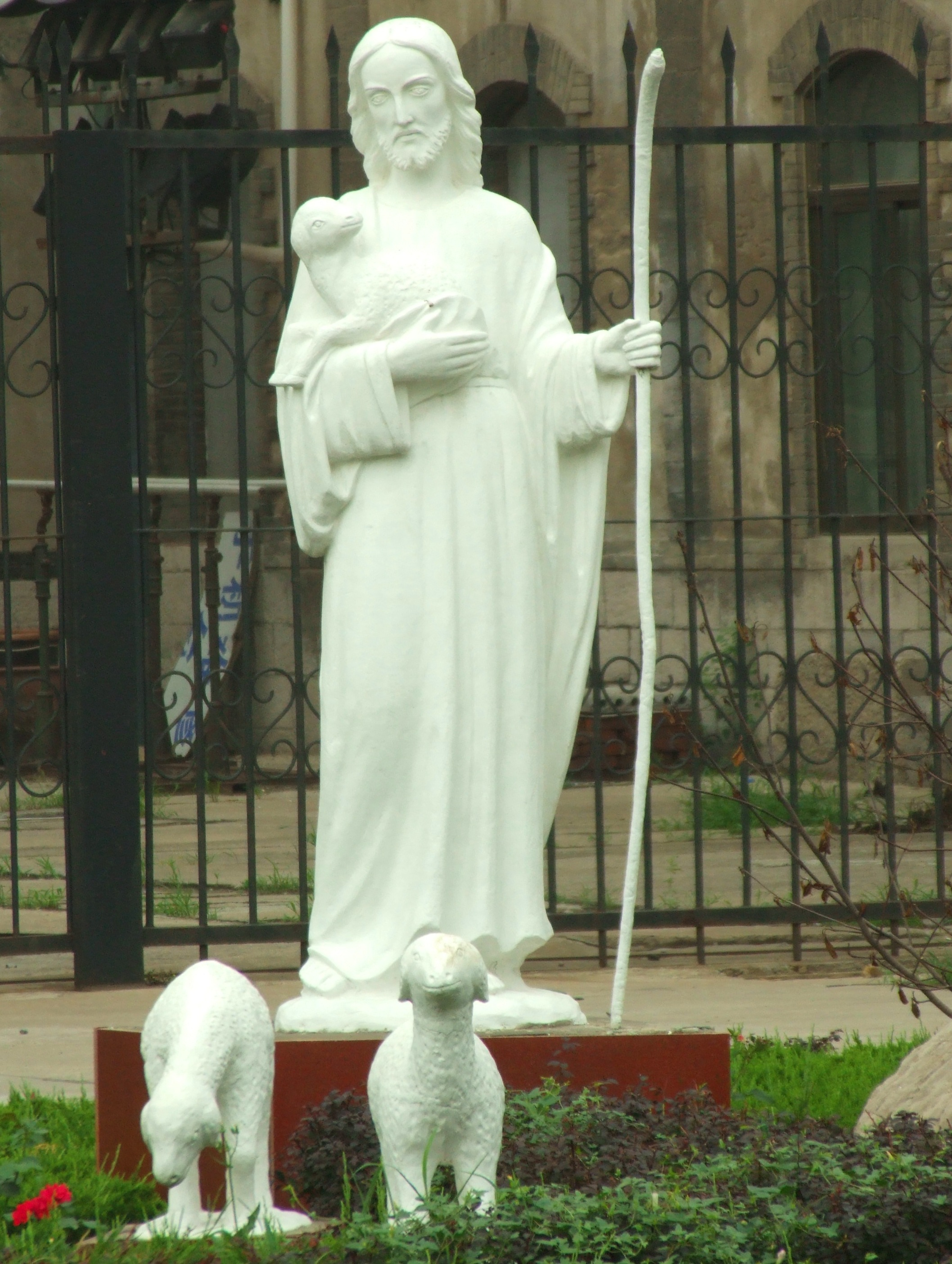
Figura Jezusa Dobrego Pasterza przed wejściem do katedry
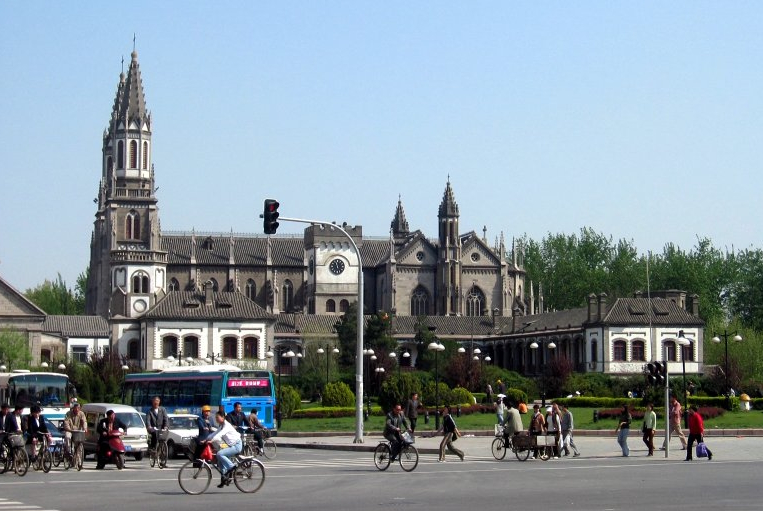
Widok z placu Hongjialou